# Sulmtalradweg
Der Sulmtalradweg R1 ist ein 47 km langer Radweg in der Südsteiermark. Er führt durch das Sulmtal und verbindet Leibnitz mit Deutschlandsberg.

## Verlauf
Der Sulmtalradweg startet als Abzweigung des Murradweg im Gemeindegebiet von Untergralla an einer Kreuzung zweier Nebenstraßen. Er führt die ersten paar Kilometer im Gemeindegebiet von Leibnitz entlang von Nebenstraßen oder auf Fahrradwegen entlang mehr befahrener Straßen, bevor er über die alte Eisenbahnbrücke der aufgelassenen Sulmtalbahn bei Kaindorf (ebenfalls Gemeindegebiet Leibnitz) kurz vor deren Mündung die Laßnitz überquert und schließlich auf die Sulm trifft. Dieser folgt der Radweg abwechselnd über Schotter- und Waldwege und asphaltierten Nebenstraßen. Kurz vor Heimschuh beginnt der Sausaler Radweg R62 am R1, bei Gleinstätten beginnt der Saggautalradweg R20 an einer Brücke, welche vom R1 gequert wird.

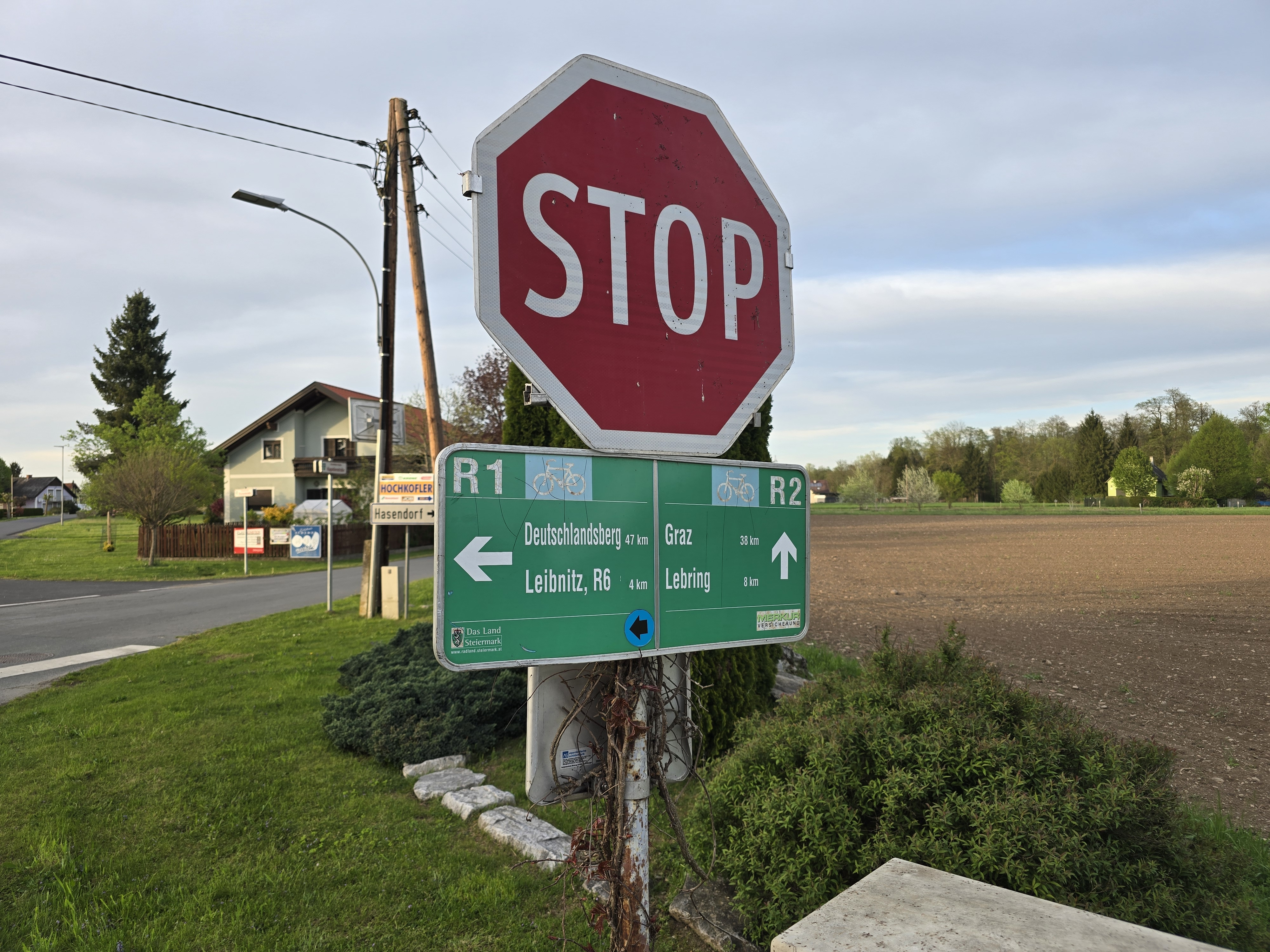
Start des Sulmtalradwegs
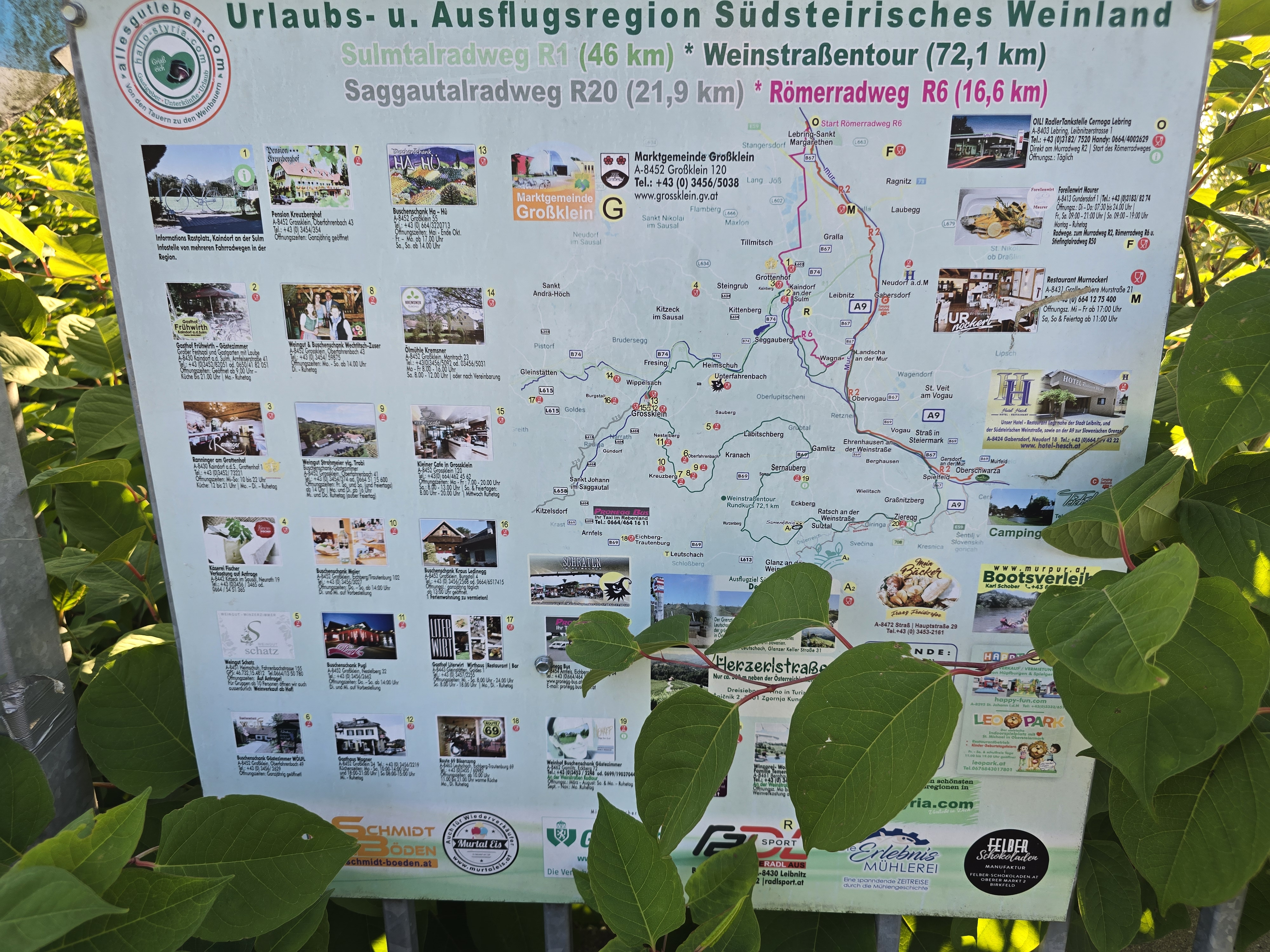
Übersichtstafel am Weg bei Gleinstätten
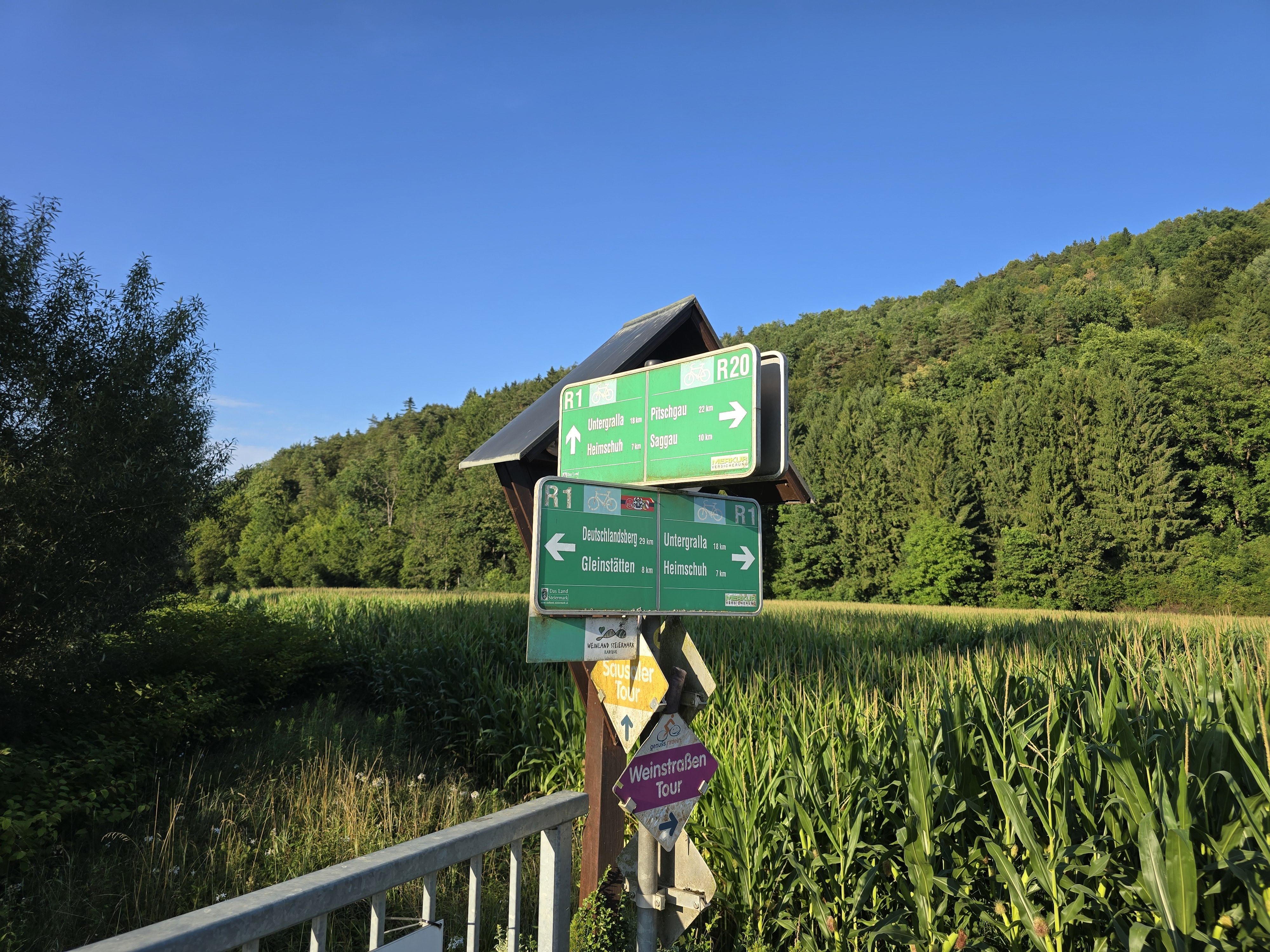
Sulmtalradweg Wegweiser bei der Abzweigung des R20

Parallel führen streckenweise die Sausaler Tour und die Weinstraßentour, die längere Rundtourvarianten in der Südsteiermark bieten, aber immer wieder größere Steigungen aufweisen und somit anspruchsvoller sind.